# Grabmal Adele Schoeller

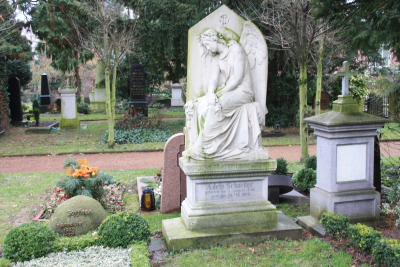
Das Grabmal

Das Grabmal Adele Schoeller befindet sich in Düren in Nordrhein-Westfalen. 
Die Grabstätte liegt auf dem evangelischen Friedhof in der Kölnstraße.
Das Grabmal der 1869 verstorbenen Adele Schoeller wurde vom Bildhauer Alexander Iven, einem Schüler von Anton Josef Reiss gestaltet. Das zirka 2,40 Meter hohe Grabmal mit dem Hochrelief zeigt einen sitzenden weiblichen Trauergenius in Anlehnung an den antiken Begräbniskult.
Das Bauwerk ist unter Nr. 1/055d in die Denkmalliste der Stadt Düren eingetragen.